# مرو مدخن
المَرْو المدخَّن أو الكوارتز الدخاني أو الكوارتز المدخن هو صنف معدني من المرو ذو لون بني رمادي، تتراوح شفافيته بين تمام الشفافية إلى الإعتام الجزئي، ويوجد أحياناً على شكل بلورات سوداء وتدعى حينها موريون.
يتألف بنيوياً كما هو تركيب المرو من ثنائي أكسيد السيليكون.